# Édouard Goursat
Édouard Jean Baptiste Goursat, född 21 maj 1858 i Lanzac, död 25 november 1936 i Paris, var en fransk matematiker.
Édouard Goursat blev professor vid Sorbonne i Paris 1897. Han är mest känd för sina undersökningar och monografier (1890, 1896–1898) över de partiella differentialekvationernas teori samt för sin lärobok Cours d’analyse mathématique (2 band, 1902–1905).